# 開放巴爾幹

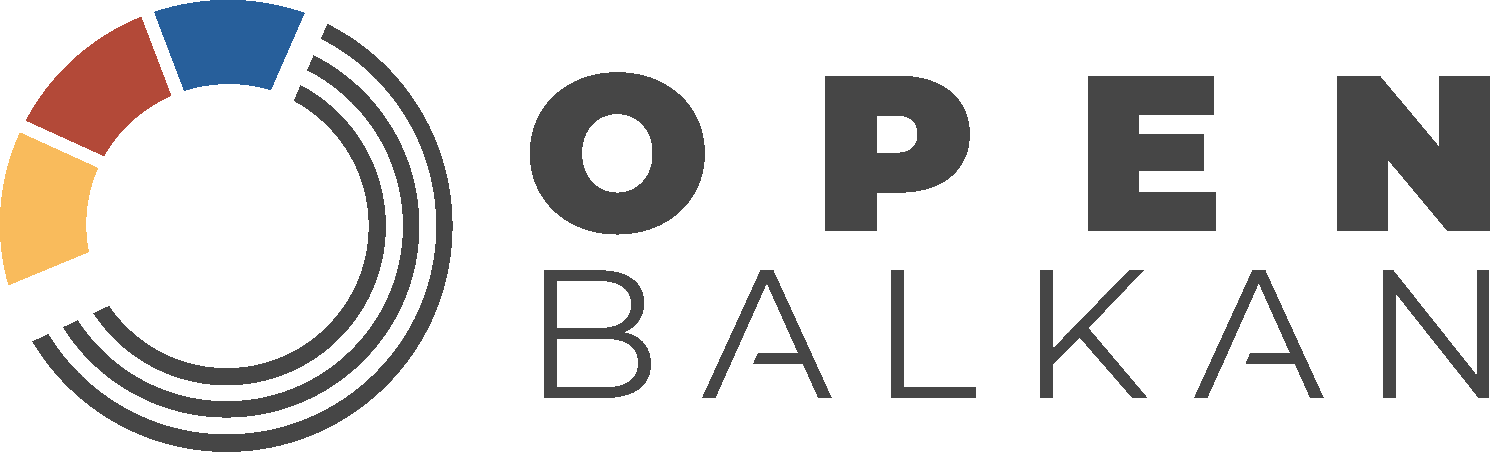
標誌

深綠色是開放巴爾幹半島的成員國，淺綠色是潛在成員國

開放巴爾幹（Open Balkan）是巴爾幹半島的三個國家組成的經濟和政治地帶，成員包括阿爾巴尼亞、北馬其頓和塞爾維亞。開放巴爾幹的總面積有131,935 km2（50,940 sq mi），人口估計約有1,100萬人。開放巴爾幹的構想開始於1990年代初期，正式宣言則是在2019年10月。